# Капитан Димитриево
Капитан Димитриево е село в Южна България. То се намира в община Пещера, област Пазарджик.

## География
Село Капитан Димитриево е в състава на Област Пазарджик. Намира се на 15 км от град Пазарджик, на 5 км югозападно от шосето Пазарджик—Велинград. То е разположено в последните гънки на Родопите, с лице към юг. Отвсякъде е заобиколено с голи незалесени склонове, наричани от местните жители „чалове“.
През центъра на селото минава малката рекичка Пишманка. Името ѝ идва от турската дума „пишман“. Името е много сполучливо избрано. На пръв поглед през лятото, рекичката е просто безобидна вада. Наесен и пролет тя силно приижда и прави големи пакости. Сега на нея има построени три стоманобетонни моста. По двата ѝ бряга има гъсто засадени тополи и лятно време това е най-прохладното място.
Реката дели селото на две части. Десният бряг на реката е по-рано заселен. Причината е в това, че земята тук е по-равна, по-плодородна. Левият бряг е по-късно заселен и е много висок. Тук е баирът или Чала. Мястото е каменисто, неплодородно и голо. За отбелязване е, че зеленината в тази част на селото е по-малко, къщите са по-открити. Цялото село е от около 250 къщи, почти всички нови.

### Климат
Селището има умереноконтинентален климат, както и в Западна България. Не се забелязват никакви особени отклонения. Зимата е сравнително мека, с малко сняг. Снегът се задържа по-дълго време от северната страна на Чала и около Гергьовица – местност, която е доста висока.
Пролетта е ранна и топла. Нейното начало най-напред се забелязва чрез тополовите насаждения около река Пишманка и върбовите дръвчета из деретата. По Чала излизат минзухар, теменужка, съсънка, кукуряк. Чувства се и топлият вятър – „белият“, както хората тук го наричат.
Лятото е топло и задушно. Може би задухата идва от това, че селото е като в дупка. Прохлада се чувства само надвечер по реката. Тя се създава от постоянно духащия вятър – съвсем лек вечерник.
Есента е без големи особености – влажна, мъглива и кишава. Дъжд вали толкова, колкото и наоколо. Изобщо, селото страда доста от липсата на вода, особено през лятото.

## История
Днешното селище Капитан Димитриево е възникнало при османското управление. На мястото на селото се е намирал чифликът на турския бей Али ходжа. Постепенно работниците в чифлика са започнали да се заселват около него. Възниква малко селище от около 20 – 30 къщи с името на Али ходжалъ (Аликочово). Селището постепенно се разраства и увеличава. За днешното село научаваме за първи път от турски документ от 1576 г. В него то се нарича село Али Ходжалу – махала.
В посочения документ – регистратор на джелепкешаните за Али Ходжалу се изреждат имената на десет турци, от които са взети 335 овце данък.
На около 2 – 3 км от българското селище се намирали къщите на циганите, работещи също в чифлика. Днес те са основа на циганското село Кочагово или махала Стар извор, която е на 2 км от близкото селище Алеко Константиново. В селището на българите е имало и турски къщи. Българското селище или махала се е делила от турската с рекичката Пишманка. Турската махала е носела името Асанчо – вероятно по името на някой по-уважаван турчин.
Днес в селището няма нито едно турско или циганско семейство, а в замяна на това в местния диалект има много турски думи, включително названия на местностите, както и предания за имената им.
При избухването на Балканската война в 1912 година един човек от Аликочово е доброволец в Македоно-одринското опълчение.
Капитан Димитър Дамянов е от големия род на Дамяновите. Учил е до 9 клас в гимназия – стария V клас. Учи в някаква военна школа. В армията е младши офицер. За заслуги и проявен героизъм става поручик, а после посмъртно е произведен в капитан. Участник е в Балканската война от 1912 г. Убит е на 25 декември 1915 г. при Удово, Македония. През 1936 г. в негова чест и по предложение на кмета на селото името на селището се променя в Капитан Димитриево. Това име селището носи и до днес. Често сега вместо Капитан Димитриево, местното население използва името Аликочево.
Сред т. нар. „кухненски отпадъци“ на праисторическите обитатели на ранно-неолитното селище (ок. 6000 г. пр.н.е.) при археологически разкопки под ръководството на арх. чл.-кор. Васил Николов са намерени останките на 13 вида/форми диви и домашни животни: домашни – свиня, овца, коза, говедо и куче; диви – благороден елен, дива свиня, сърна, тур, дива коза, див заек, лисица и дива котка (определени от проф. Николай Спасов и д-р Николай Илиев). Намерени са и останки от 2 вида птици – голяма дропла (Otis tarda) и посевна врана (Corvus frugilegus)

### Църковно настоятелство
След издаването на султанските фермани, признаващи до известна степен българската народност и нейната църковна идентичност, се създават възможности за по-успешна обществено-организационна дейност в българските земи. В село Аликочево вече по-остро се почувствала нуждата от нов храм, по-лесно се получавало и разрешение за градежа. Съществуващата църквица вече на можела да удовлетвори духовните нужди. Коравият дух и упоритата воля надделявят множеството трудности. Започва се строеж с усърдие и ентусиазъм. Всеки помагал според възможностите си. Едни вадели камъните от Гергьовица, други ги превозвали с волски и биволски коли, трети дялали и бичели дървения материал, а останалите извършвали общата работа покрай майсторите.
Проличават скрити въможности, неподозирани и за самите им извършители. Изпитанията огъват колебливите, но каляват още повече силните, правят крехките по-жилави. Тук патриотичният дълг винаги се е оценявал по значимостта на това, което даваш за обществото, и за сетен път го доказват в дните на градежа на новата църква.
Църквата „Света Неделя“ е построена чрез дарителство в обширен двор, окръжен с висок каменен зид. Главен инициатор за неговото съграждане и същевременно най-щедър дарител е бил Стоян Кабака. В кратката си Кондика поп Никола Геров пише, че Кабака е погребан в църковния двор. А там всекиго не погребват. Годините са заличили следите на вечното му жилище, но надгробният кръст е запазен. Това е висок и дебел паметник, грубо издялан от сив камък, на лицевата страна на който е издълбано „1872 Стоян Димов“. На обратната страна заоблената част е оформена като барелеф.

### Зараждане и развитие на училищното дело
Училището в селото е разположено на левия бряг на реката. Вижда се отдалече, защото е нависоко. Има хубаво подреден двор с градинка, лозница, шадраван, беседка, опитно поле, спортна площадка. Сградата не е нова, но е добре запазена. Тя е двуетажна. От двора се влиза в дълъг коридор, от двете страни на който са стаите – 6 учебни и 1 учителска. През 1965 г. в училището бе извършен основен ремонт – дървените тавани бяха измазани, а на пода е постлан паркет. Новото училище има добре и модерно обзаведен кабинет по физика, грамофони, магнетофони, диапаратчета. Училището е с прогимназия без 8 клас. На същото място се е намирало старото училище. То е строено от англичани, или по-скоро някаква англичанка е станала причина за това. Една такава комисия попада в това село. Повдига се въпрос, защо няма училище. Построява се училище с 3 класни стаи и с два входа. Зданието е двуетажно. Отдолу е имало хамбари. Било е от дърво и плетеница от кал, колове и глина. Новото училище, което е понастоящем, е строено в 1929 г. със сума от селото 200, 000 лева, а останалите пари са от голямото земетресение станало малко преди строежа, като парите са били дадени като помощ на пострадалите от земетресението.
С малко изменение това училище е запазено и до днес. Инициатори на неговото построяване са Рядков и Т. Стоянов. Архитект на сградата е Г. Вражилов и Теленчов. Първият главен учител в старото училище е бил Костадинов, а в новото, което е до IV клас, главен учител е Карагитлиев до 8 клас.

### Зараждане и развитие на читалищното дело
Читалището в селото е образувано в 1934 г. Първият касиер е Карагитлиев. Библиотеката е имала около 20 – 30 книги. Първото име на читалището е „Царица Йоана“. Имало е един шкаф с книги и радио „Телефункен“, както и разни книги върху счетоводството. Всичко това е било в едно малко помещение от стар дюкян. По това време се е създал и театрален колектив, като в него мъжете са играли женските роли. Пиесите се играят през зимата, а през лятото няма театрална дейност. С приготвената пиеса членовете на читалището обикалят селата. В селото са давали представленията си в училищния коридор, като всички декори – рамки, чаршафи, дрехи са от артистите. Ходили са в Аджеларе, Бяга, Дебращица, Огняново, Синитово, Розово. Пътували са с конски каруци. Приходът е бил за читалището. Закупували са се столове и инвентар. Никои не е получавал заплата. През зимата са се събирали вечер за да четат някоя книга. Друга дейност зимно време са развивали с коледуването. Събирали са се 10 – 15 младежи да пеят коледни песни. Каквото събирали, тъй като по къщите ги дарявали, те са го продавали. На коледарите вместо награда им плащали членски внос. Отчитат ги, а останалите пари са за читалището.
Около 1940 г. Селкоопът строи комбинат. В него е имало една канцелария за Селкоопа и един магазин за склад. Тогава тук на втория етаж се е преместило читалището. Има читалищен салон със сцена и гримьорна. Сцената е построена след завършването на сградата, а това става след 9 септември 1944 г.
Сега към читалището има библиотека с около 5000 тома книги. Има театрален колектив, който е бил даже общински първенец.
Един от най-големите успехи на колектива е пиесата „Песен за мъртвия брат“, поставена през 1958 г. По-късно, последователно излизат на сцената „Майстори“, „Всяка есенна вечер“. А първата пиеса на читалището изобщо е „Делба“, а сетне „Боряна“, „Вражалец“, „Камбаните на Св. Климент“. Към читалището има сформиран чудесен битов женски хор. Особено красив е той на сцена с пъстротата на красивата си носия и блясъка на мънистата. През 1961 г. той е окръжен първенец. Сега в парка на селото се строи нов, голям и с модерна архитектура културен дом.
Интересен обичай към читалището са кукерите. Това става на 14 януари – Васильовден. Тук му казват дервишлък. Събират се повечето млади мъже. В образуваната група се намират и облечена булка и младоженец, баба, къдъна, турчин, циганин, мечка и маймуна.
Невястата се кланя, попът благославя Откъдето минават се дават пари на невястата. На просяка дават хляб месо, кой каквото има.
След това се възпроизвежда краденето на булката, гонят похитителите, стрелят с пищови. Изобщо възпроизвежда се малък театрален спектакъл вън на открито, при естествени декори, като и самата публика участва в него. На другия ден – 15 януари – следобед на орището до късно се играе и свири. Всяка къща е отворила широко вратите си за кукерите. Външните врати до късно изобщо не се затварят. Средствата са за читалището. За тези средства възниква упорит спор между читалището и църквата. Най-напред парите са били за църквата. По-после читалището укрепва и поисква парите за себе си. Това е напълно редно, тъй като целият дервишлък е със силите на младите членове на читалището, а и на други мъже от селото, които са твърде редки посетители на църквата. Оттогава парите са отивали само в касата на читалището и се използвали за негови нужди.
Сега читалището е преустроено, боядисано и обновено. В тон с новите възможности и технологии се подготвя една компютърна зала, разположена в него, която да удовлетвори все по-нарастващите нужди на младите хора в селото.
През настоящата година са закупени нови литературни произведения, които са в помощ на младото поколение. За в бъдеще се очаква читалището да бъде мястото, където любознателните могат да научат много нови и интересни неща. Разбира се, всичко е въпрос на желание.

## Природни забележителности

### Местности
Стърните – местността се намира на един склон на 2 км северно от селото. Склонът носи името на стърните – в смисъл, че се намира настрани от селото.
Съкътлъкъ – на 2 км източно от селото. Много трудно се изкачва, особено през зимата, понеже е само от голи камъни. Тук много често са се чупели ръце и крака.
Стърчи крак – югозападно на 3 км. В тази местност някога турците заклали жена заради нанизите ѝ. Закопали я доста плитко. Намерили я по-късно роднините ѝ, защото тя се надула и единият ѝ крак стърчал над гроба. Оттам и Стърчи крак.
Тренчовица – северно на 3 км. Много бедна почва. Земята е принадлежала на бедния стопанин Тренчо.
Ушите – на североизток на 2 км. Тесен коларски път, разположен между два върха, наподобяващ уши. Пътят е свързал Синитово и Капитан Димитриево.
Широка поляна – източно на 1 км. Местността се намира по пътя за Бяга. Разположена е на една височина. Доста е голяма по размери, от където е и името и.
Ковадките – източно на 2 км. Име на два върха по пътя за Пазарджик. Наименованието е запазено още от турско време.
Копани могили – северно на 2 км. Местността е към село Бяга. Легендата говори, че тук били правени свърталища-дупки. А друга съобщава, че в местността турците криели своето злато. След изселването им „иманяри“ започнали да копаят, за да търсят заровеното злато. Оттук и името.
Кондовия купел – южно на 3 км. Местността или по-скоро нивите в нея са били на богатия селянин Кондо. Същата местност е в котловина, напомняща дъно на котел. Оттук и Кондовия купел.
Кору чешма – източно на 3 км. Буквално преведено значи „Суха чешма“. Имало някога извор на когото построили чешма. Впоследствие изворът пресъхнал и чешмата спряла да тече, откъдето е и името „Суха чешма“.
Жирът – северно на 1 км. Носи името си оттам, че е обрасла с дъб. Нарича се така, защото има много желъди, а местното население ги нарича „жир“.
Еловиците – западно на 2 км по пътя към село Радилово. Носи името си оттам, че цялата местност е покрита с глина, червеникава почва, която местното население нарича „еловица“.
Дълбокият път – северно на 3 км. Това е път, който съединява с. Капитан Димитриево и Главиница. Пътят е изкопан, поради това, че пръстта му е глина и местното население я използва за различни неща.
Джино блато – южно на 2 км, блатиста местност с чешма и извор. Турчин, на име Джино направил чешмата – „Айкъновска чешма“.
Градище – северно на 3 км. Това е гола местност с много камъни, които са наредени в най-различни форми. Тук са водили бой Крали Марко и Муса Кесиджия.
Герена – южно на 1 км. Това е място за пладнуване на овцете, на козите и други животни. Герен – вода, извор – това е буквално преведено.
Гергьовица – северно на 4 км. Местност обрасла с треви и камъни. Има останки от черква. На Гергьовден е ставал голям събор в местността, колели са агнета и се е слагала обща трапеза.
Габера – западно на 2 км. Местността е обрасла само с габер и оттам носи името си.
Гьолбачи – западно на 2 км по пътя за село Бяга. В миналото през турско време е имало големи „гьолове“ (тур. езера).
Гърлото – източно на 3 км, извор от който уж излизала Теркирската вода, която карала 12 воденични камъни. Турците запушили извора с камъни.
Воденичното дере – южно на 4 км. В съседство с „дерето“ се намира воденица, която работела с водата в дерето.
Бялата пръст – западно на 3 км. Цялата местност е покрита с бяла пръст която е крайно неплодородна. Поради това си качество и местността е гола и незалесена.
Баталите – източно на 1 км. „Дере“, в което е имало лозя. С течение на времето лозята престанали да се обработват, защото не давали плод, „баталясали“, изостанали.
Бабата – източно на 2 км. Това е обемист, полегат връх. Местността е обрасла с нискостъблена дъбова гора. През турско време тук е бил заклан някакъв турчин. Главата му се търкаляла и викала: – А, баба (да излезе, да избяга оттам).
Огнян дере – западно на 1 км по пътя за с. Бяга. Тук жителите се събирали да пасат конете си. Някакъв много хубав кон се казвал Огнян и оттук и името.
Малинови ливади – южно на 5 км. Местност, покрита с ливади които след Освобождението са прекръстени на името на някакъв стопанин Малин.
Кичук чал – западно на 1 км, висока местност, обрасла с трева. Думата има турски произход и означава „Малък връх“.
Полето – най-равнинната и плодородна местност в селото, която се използва за засяването на пшеница.
Балабаница – северозападно на 3 км, местност, използвана за паша. Носи името си от някакъв овчар турчин с много хубави овце.
Алан чал – западно на 2 км. Буквално преведено значи „Голям връх“ – Аслан, а по-късно станал „Алан“.
Мерата – общинско пасище на 1 – 2 км северно от селото.
Юртата – североизточно на 2 км. Казват, че отдавна така го знаят. От кога и защо е наречено така не знаят.
Бакърниците – западно на 1 км. Мястото от което се е копало „бакър“.
Шиковия бряст – южно на 1 км по пътя за Пазарджик. Тук са нивите на селския стопанин Шико. Има голям бряст и оттук цялата местност носи това име.

## Пътища
За село Капитан Димитриево се тръгва по асфалтирано шосе Пазарджик—Велинград. На около 5 км от Пазарджик пътят прави отклонение на ляво. Отклонението е от 4, 5 км. Отклонението е също асфалтирано и води до село Капитан Димитриево. Пътят продължава до Радилово – разстоянието е около 3 км. То е също асфалтирано. С този път селото отново излиза на централното шосе Пазарджик—Пещера—Велинград.
От Капитан Димитриево в източна посока е шосето за Бяга. Селото е свързано с град Пазарджик посредством рейсове, които минават през един час през селото. С Пещера също е свързано посредством рейсове. Населението еднакво използва и рейсовете за Пазарджик и тези за Пещера, но като че ли надделява ползуването на рейсовете за Пещера. Може би защото тук – центърът на стопанството и защото стопански и административно селото е свързано повече с град Пещера.
Някога (през турско време) през селото е минавал централен път от Батак за Пловдив. По този път е минавала хазната.
Сега от този път няма дори и останки. Само най-старите хора го помнят. През местността „Банята“ е минавал някакъв път към Илидерските бани. Също е разрушен и няма останки от него.

## Други
Най-ранната жертвена яма в Европа от шестото хилядолетие преди Христа открита в България
4 август 2004, сряда, 6:16
Източник: Радио България
Археолози от Археологическия институт с музей при БАН откриха най-ранната жертвена яма в Европа – от шестото хилядолетие преди Христа, намираща се в селищна могила до село Капитан Димитриево, община Пещера. Това научи БТА от проф. д-р на историческите науки Васил Николов, директор на Археологическия институт с музей при БАН, ръководител на научния екип.
„Могилата е висока 13 метра и е с диаметър от 140 метра. Това е един от най-важните праисторически паметници по българските земи, в който има следи от живота на хора от шестото и петото хилядолетие преди Христа, или от времето на новокаменната и каменно-медната епоха“, каза проф. Николов. Археологът обясни, че от три–четири години проучват с негови колеги една част от могилата, в която са открили останки от селища – най-ранни културни пластове, отнасящи се към началото на шестото хилядолетие преди Христа.
„През 2003 г. открихме останки от къща с три помещения, разказа проф. Николов. В едното от тях намерихме останки от много добре изградена пещ за приготвяне на храна и хляб, открихме и зърнохранилище. Според археолога хората, населявали могилата, са между първите земеделци и скотовъдци на европейския континент. Откритата къща е строена от тях. Тази година продължихме проучванията на могилата и къщата, и попаднахме на огромна жертвена яма, намираща се близо до пещта, каза проф. Николов. Ямата е дълбока 1,85 метра. В нея има три стъпала, които водят към цилиндрично оформено дъно, на което са извършвани обредни действия с храна и зърно.“
Според археолога яма с подобни размери от времето на шестото хилядолетие преди Христа се открива за първи път в Европа. На периферията на ямата са разположени множество разклонения – канали, по които проучванията на археолозите продължават.
„В могилата до село Капитан Димитриево открихме най-ранния етап в новокаменната епоха за Тракия – първите земеделци и скотовъдци на европейския континент, посочи директорът на Археологическия музей. Данни за най-ранната фаза на земеделие и скотовъдство са открити в предна Азия, откъдето идват и в днешните български земи – Тракия, както и в Тесалия, Северна Гърция.“ допълни той.
Археологът съобщи, че научните му пристрастия са свързани основно с новокаменната епоха, с шестото и петото хилядолетие преди Христа, които проф. Николов нарича „златните хилядолетия“ на днешните български земи. Тук, според професора, през тези две хилядолетия се е намирал цивилизационният център на Европа. Директорът на Археологическия институт съобщи, че негови находки от могилата в село Капитан Димитриево са включени в изложбата „Траките. Златното царство на Орфей“, която е открита на 22 юли 2004 г. от президента Георги Първанов в Бон, при посещението му в Германия.